# Мугоджари
Мугоджари (на казахски: Мұғалжар тауы; на руски: Мугоджары) е ниска планина в западната част на Казахстан (Актобенска област), южно продължение на планината Урал. По източното ѝ подножие се прекарва условната граница между Европа и Азия.
Простира се от север на юг на протежение около 200 km, ширина до 30 km. На север започва с нисък и тесен планински хребет, който след това се разделя на два почти паралелни един на друг хребети, между които е разположена слабохълмистата Алабаска котловина с ширина 15 – 20 km. На някои места двата хребета се съединяват чрез ниски възвишения. Южната част на Западния хребет е най-висока и силно разчленена и тук се издига връх Голям Боктъбай 657 m, (48°28′10″ с. ш. 58°29′18″ и. д. / 48.469444° с. ш. 58.488333° и. д.), най-високата точка на цялата планина, разположен на 5 km западно от село Берчогур. Източният хребет представлява верига от ниски заоблени възвишения, дълбоко разчленени от десните притоци на река Иргиз.
Планината е изградена от кварцити, кристалинни шисти, гнайси, гранити, въглищни шисти, пясъчници и конгломерати с докамбрийска и палеозойска възраст.
Климатът на Мугоджари е рязко континентален, със студена и малоснежна зима, със средна януарска температура -14 °C. Лятото е сухо и горещо със средна юлска температура 24 °C. Годишна сума на валежите 200 – 250 mm.
От западните склонове на планината водят началото си реките Ор и Илек (леви притоци на Урал) и Емба (всичките от басейна на Каспийско море), а от източните – река Иргиз (десен приток на Тургай) и нейните десни притоци, повечето от които праз лятото пресъхват.
Северната част на планината е покрита с чакълести и каменисти злакови степи (ковил, типчак, овсец), които на юг преминават в злаково-пелинови степи и полупустини (пелин, бодлив дебелолистник). Тук-таме се срещат редки храсти от спирея и караган. През пролетта има добри пасища за дребен рогат добитък. експлоатират се находища на мед, никел и др. полезни изкопаеми, на базата на които е развита миннодобивната промишленост.